# Boris Lenko
Boris Lenko, né le 27 août 1965 à Ružomberok (Slovaquie), est un accordéoniste classique slovaque. 

## Biographie
Boris Lenko naît dans une famille de mélomanes, son père joue de l'accordéon, sa sœur joue du piano, alors que lui est attiré par l'accordéon qu'il commence à jouer dès l'âge de six ans. Afin de se perfectionner à l'instrument, il entre au conservatoire de Žilina en 1979, travaille avec Anton Pittner, puis en 1984, il intègre la classe de Marta Szőkeová à l'École supérieure des arts de la scène de Bratislava. En 1986, il est second au Concours d'Hořovice et en 1987, il remporte le Prix d’Accordéon d'Andrézieux-Bouthéon, en France.
Depuis 1989, il est maître de conférences à plein temps à l'École supérieure des arts de la scène de Bratislava et y est nommé professeur en 2014.
En plus de ses activités de pédagogue et de soliste, il est actif en tant que membre de plusieurs ensembles de musique de chambre, notamment, Veni ensemble, Požoň Sentimental, Alea et Triango. Ces dernières années, il est également actif comme compositeur.

## Discographie
- 2010
  - Scarlatti, 9 sonates : K. 44, 135, 435, 513, 177, 364, 132, 200, 380 et 427 ; Haydn, Sonates Hob. XVI: 23 et 28 (février 2010, Pavlík Records)[4]
  - Homo Harmonicus : Peter Zagar, György Ligeti (Musica ricercata), Peter Zagar, Jürgen Ganzer et Ole Schmidt (Toccata no 2) (septembre 2010, Pavlík Records)
- 2015 : Uspávanky (« Berceuses »)